# Zagajnik (województwo lubelskie)
Zagajnik – kolonia w Polsce położona w województwie lubelskim, w powiecie hrubieszowskim, w gminie Werbkowice.
W latach 1975–1998 miejscowość należała administracyjnie do województwa zamojskiego. 
Wieś stanowi sołectwo gminy Werbkowice. Według Narodowego Spisu Powszechnego (III 2011 r.) liczyła 53 mieszkańców i była 25. co do wielkości miejscowością gminy.
Według B. Czopek autorki „Nazw miejscowych dawnej Ziemi Chełmskiej i Bełskiej, (W granicach dzisiejszego państwa polskiego)” nazwa wsi pojawia się w roku 1952.
Wierni Kościoła rzymskokatolickiego należą do parafii Świętych Cyryla i Metodego w Sahryniu.